# Myonia
Myonia är ett släkte av fjärilar. Myonia ingår i familjen tandspinnare.

## Bildgalleri

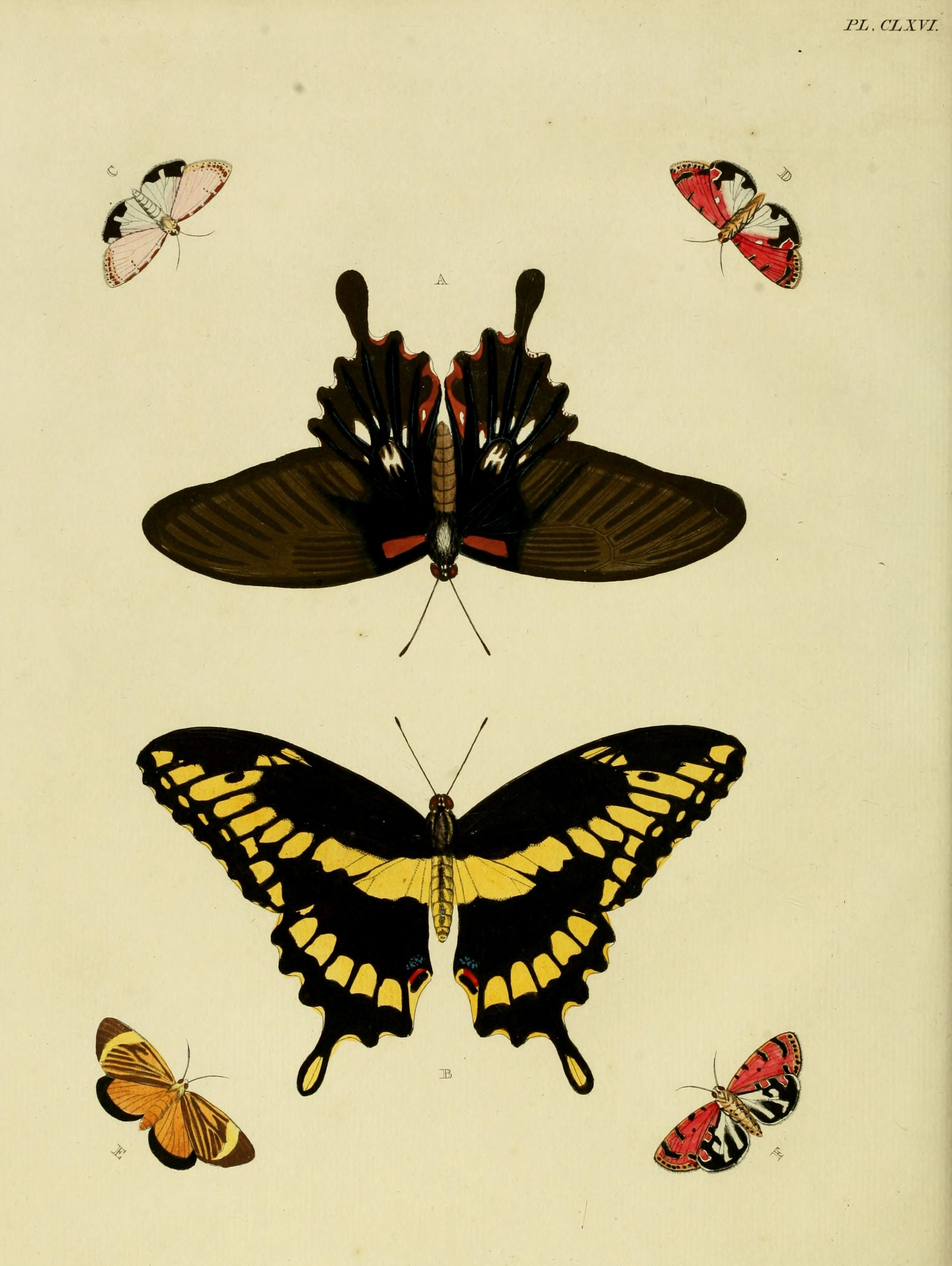

## Dottertaxa tillMyonia, i alfabetisk ordning[1]
- Myonia aequivoca
- Myonia albifrons
- Myonia alea
- Myonia amplificata
- Myonia assimilis
- Myonia attingens
- Myonia augusta
- Myonia aurantica
- Myonia avara
- Myonia basivitta
- Myonia bicurvata
- Myonia biplagiata
- Myonia caeneides
- Myonia capena
- Myonia cassandra
- Myonia celata
- Myonia cingulina
- Myonia citrina
- Myonia conigera
- Myonia conjuncta
- Myonia continens
- Myonia corvica
- Myonia cuneiplaga
- Myonia decolorata
- Myonia decorata
- Myonia depravata
- Myonia desmotrichoides
- Myonia dominula
- Myonia ederi
- Myonia euryzona
- Myonia evippe
- Myonia evippoides
- Myonia flavifascia
- Myonia fulva
- Myonia glaucaspis
- Myonia graba
- Myonia imitatrix
- Myonia inaria
- Myonia josia
- Myonia labana
- Myonia leechi
- Myonia lindigii
- Myonia longiplaga
- Myonia macropoecila
- Myonia maera
- Myonia maria
- Myonia mimica
- Myonia mitys
- Myonia munda
- Myonia ombrifera
- Myonia ovia
- Myonia pales
- Myonia papula
- Myonia peruviana
- Myonia pleniplaga
- Myonia pravesignata
- Myonia primula
- Myonia priverna
- Myonia privigna
- Myonia projecta
- Myonia prouti
- Myonia pyraloides
- Myonia quadricolor
- Myonia quadriguttata
- Myonia regis
- Myonia saga
- Myonia salvini
- Myonia seducta
- Myonia semimaculata
- Myonia semimarginata
- Myonia semiplaga
- Myonia simplificata
- Myonia sobria
- Myonia spumata
- Myonia stenoxantha
- Myonia subalba
- Myonia tapajoza
- Myonia umbrifera
- Myonia unimacula
- Myonia ursula
- Myonia xanthogramma